# Maria Jeutendorf

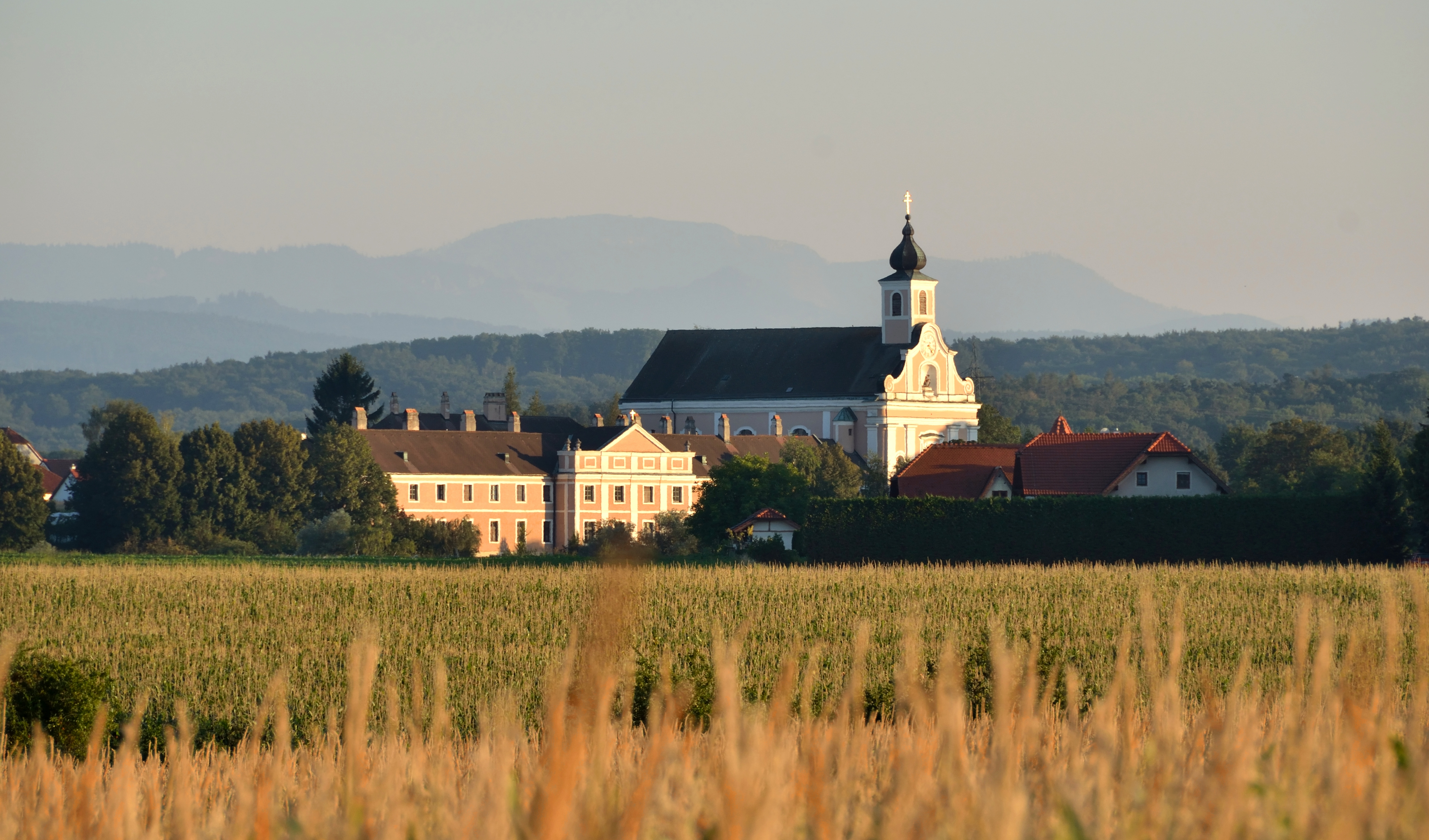
Kloster und Kirche in Maria Jeutendorf

Maria Jeutendorf ist ein Ort und eine Katastralgemeinde in der Marktgemeinde Böheimkirchen im Bezirk St. Pölten-Land in Niederösterreich.

## Geschichte
Der Ortsname wurde erstmals im Jahr 1210 erwähnt. 1248 wurde hier die Capella Jaettendorf erwähnt, die dem hl. Nikolaus geweiht war und vom benachbarten Kapelln aus mitbetreut wurde.
Laut Adressbuch von Österreich waren im Jahr 1938 in der Ortsgemeinde Jeutendorf ein Fleischer, ein Friseur, zwei Gastwirte, zwei Gemischtwarenhändler, ein Schmied, ein Schneider und eine Schneiderin, drei Schuster, ein Schweinehändler und ein Landwirt ansässig.
Der Ort, der bis dahin nur Jeutendorf geheißen hatte, änderte seinen Namen am 18. September 1988, dem Fest der Schmerzensmutter, in Maria Jeutendorf.

## Kultur und Sehenswürdigkeiten
- Schloss Jeutendorf
- Kloster Maria Jeutendorf
- Wallfahrtskirche Maria Jeutendorf